# Stewart Manor
Stewart Manor – wieś w Stanach Zjednoczonych, w stanie Nowy Jork, w hrabstwie Nassau.